# 桜井駅跡
桜井駅跡（さくらいえきあと・さくらいのえきあと）は、大阪府三島郡島本町桜井1丁目にある古代律令制度下の駅家の跡である。1921年（大正10年）3月3日に国の史跡として指定された。現在は、史跡桜井駅跡史跡公園として整備されている。

## 概要
京都から西宮へ出る西国街道に面している。『続日本紀』巻5には、711年（和銅4年）の出来事として、摂津国島上郡（嶋上郡）に大原駅を設けたという内容の記述があり、この大原駅が桜井駅であるとの説がある。
この駅跡は、楠木正成・正行父子の訣別の地として知られ、『太平記』巻16の「正成兵庫に下向の事」では、1336年（建武3年）の湊川の戦いにおいて足利尊氏を討つべく湊川に向かう楠木正成が、嫡男の正行を河内国に帰らせたと伝えている（「楠木正成#兵庫への下向と決戦前夜」および「桜井の別れ」を参照）。
桜井駅跡には、陸軍大将・乃木希典筆「楠公父子訣別之所」の碑（1913年〈大正2年〉建立）、元帥海軍大将・東郷平八郎筆「子わかれの 松のしづくに 袖ぬれて 昔をしのぶ さくらゐのさと」明治天皇御製の碑（1931年〈昭和6年〉建立）、また、1876年（明治9年）11月に、駐日英国大使ハリー・パークスが楠木正成の精忠に感じて、表面に「楠公父子訣児之處」と刻し、裏面に英文で因由を記した碑などがある。
「青葉茂れる桜井の」と唱歌に歌われたように、駅跡は森の中にあって静謐な雰囲気であったが、2008年（平成20年）に東海道本線（JR京都線）において島本駅がすぐ傍に開業した。島本駅の開業により、北側は駅東自転車駐車場が設置され、南側は駅前広場の整備によって島本町立歴史文化資料館（旧・麗天館、大阪府立青年の家）まであった森が伐採され、道路が拡張・整備された。なお、東海道本線は1876年（明治9年）に開通して以来、この地に駅を設ける計画を立てていたが、度々先送りされていた。また、同線と併走する阪急京都線の水無瀬駅と上牧駅は、当初、それぞれ「桜井ノ駅駅」（さくらいのえきえき）、「上牧桜井ノ駅駅」（かんまきさくらいのえきえき）の駅名で開業した。

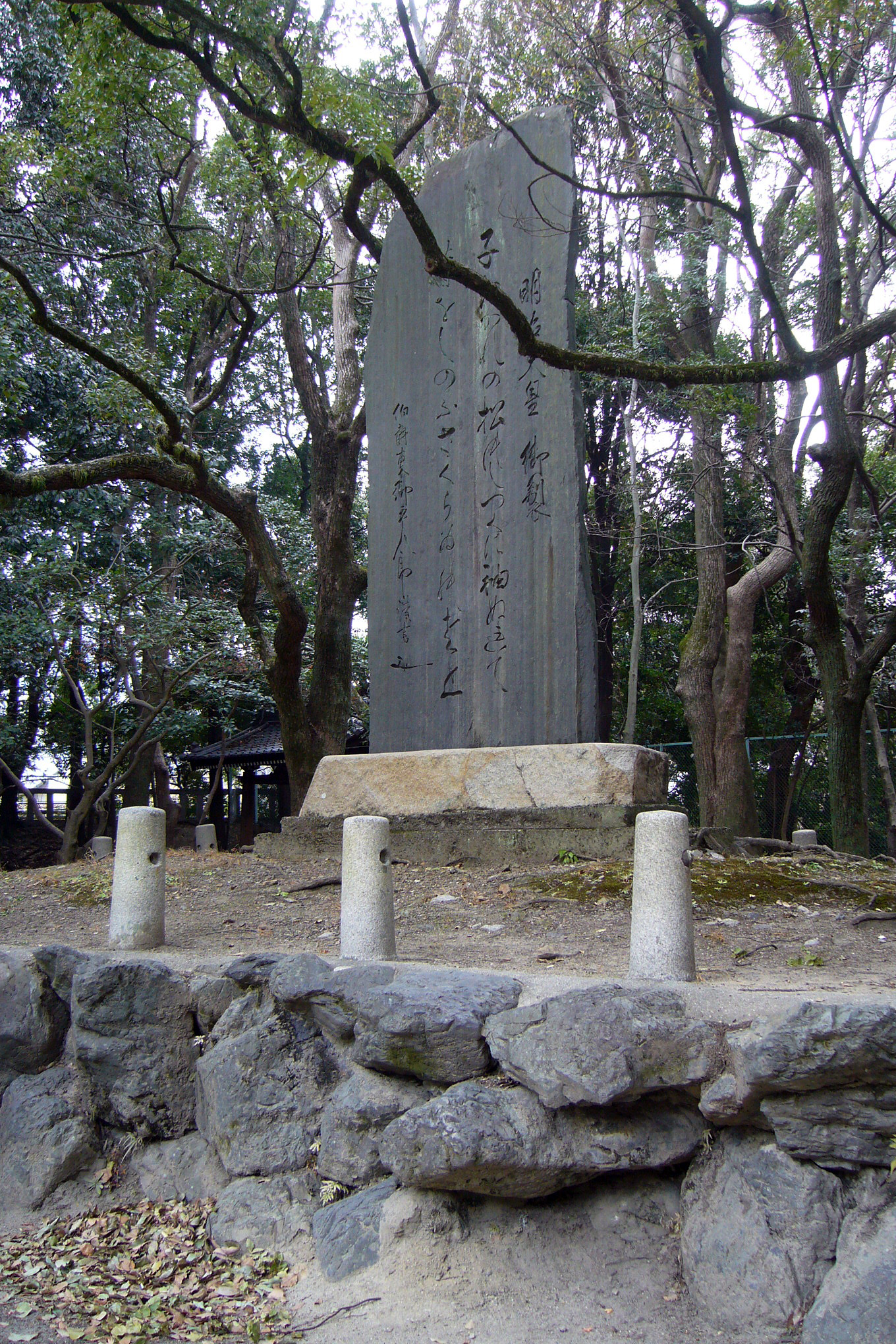
明治天皇御製碑 「子わかれの 松のしづくに 袖ぬれて 昔をしのぶ さくらゐのさと」（東郷平八郎揮毫）
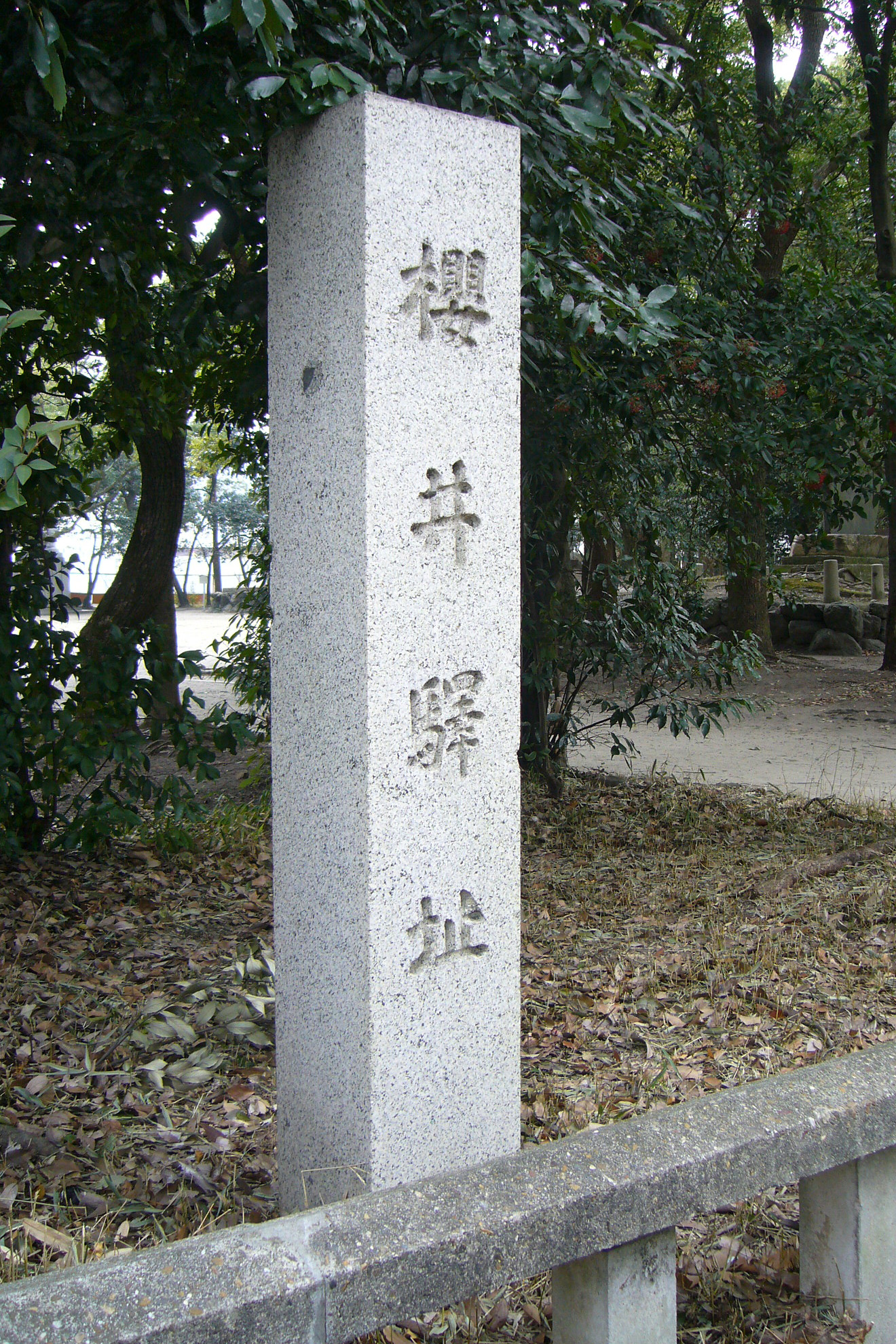
「櫻井驛址」碑
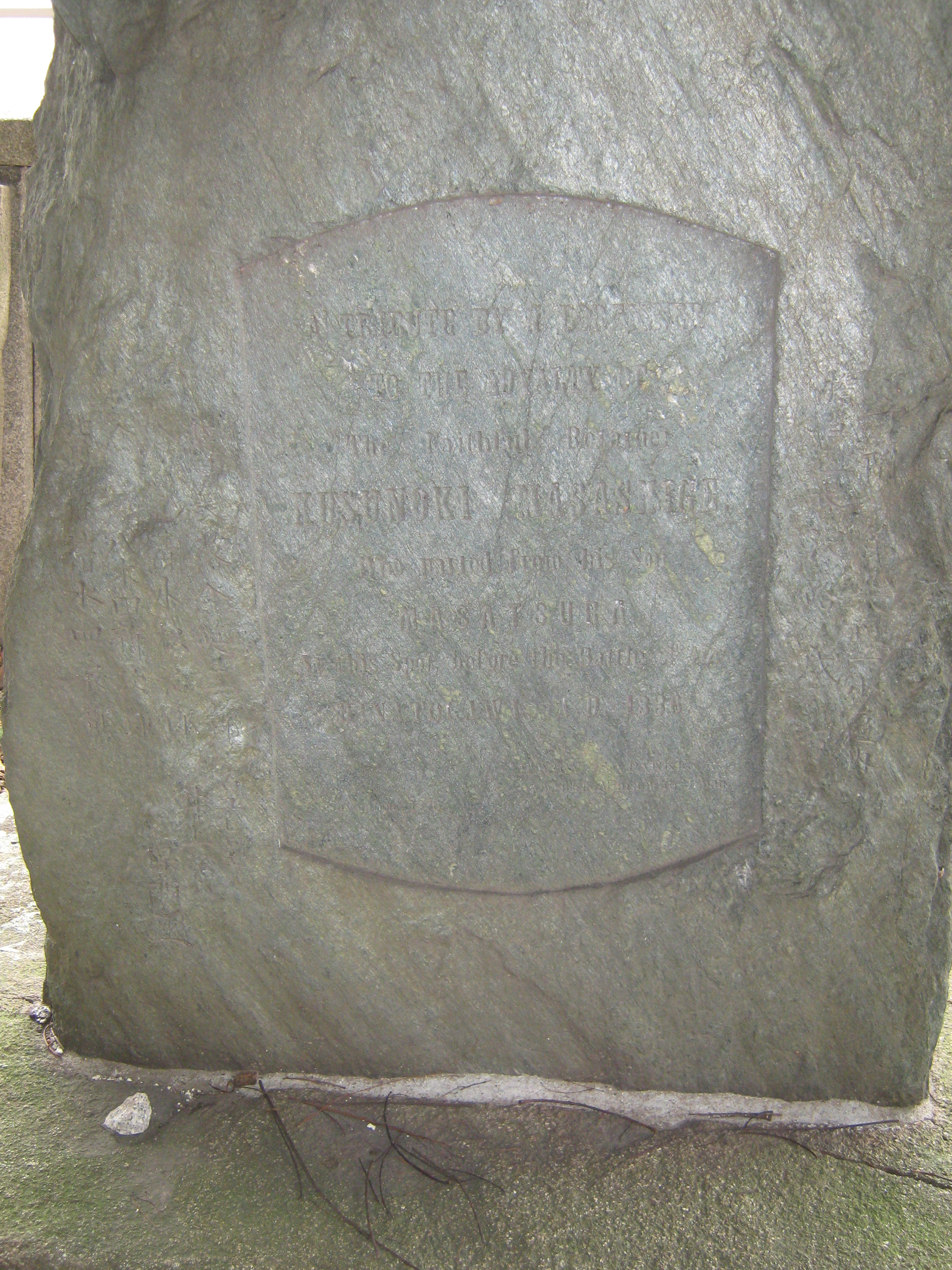
英国公使パークスによる碑文（「楠公父子訣児之處」碑・裏面）
楠公父子別れの石像「滅私奉公」（近衛文麿揮毫）
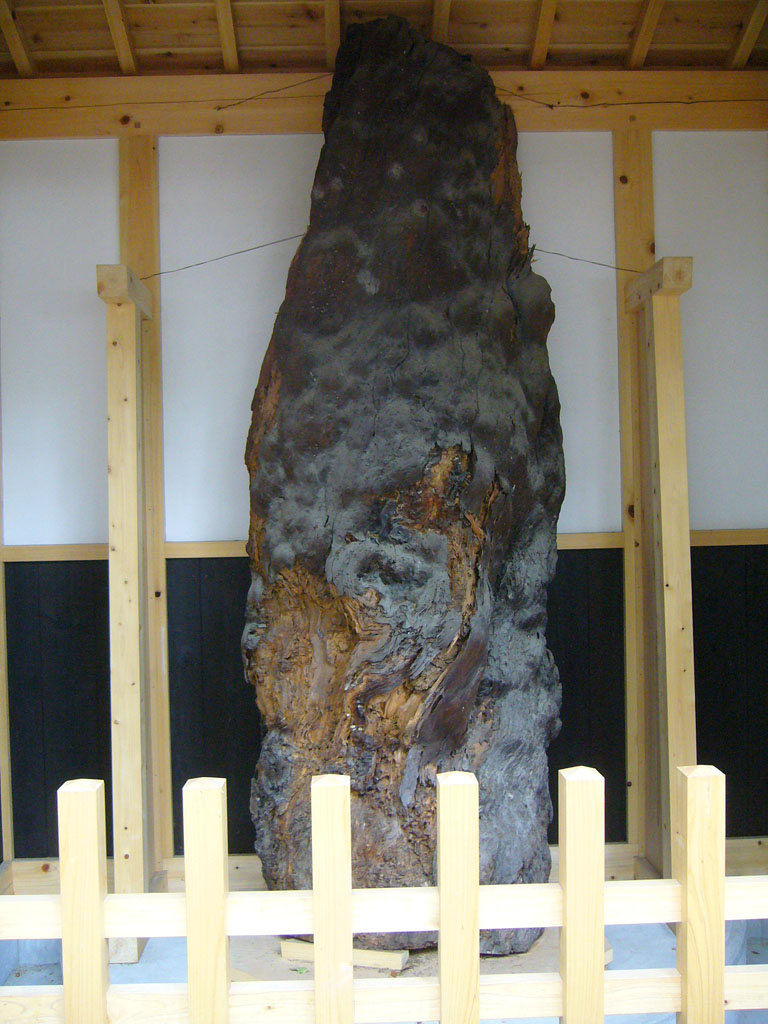
旗立松（子別れ松） 楠木正成が軍旗を立てかけたとされる古木（1897年〈明治30年〉枯死一部保存）

## 桜井駅を題材にした楽曲
- 能の演目。四番目物の侍物。桜井 (能)（さくらい、喜多流）、桜井駅 (能)（さくらいのえき、金剛流）、楠露（くすのつゆ、観世流）
- 吉備楽の演目。上記がモチーフ。桜井駅 (吉備楽)

## 桜井駅を題材にした演劇
- 新歌舞伎の演目、「楠公桜井駅」(1934年、東京歌舞伎座、東京震災復興十周年記念興行、建武中興六百年記念)。真山青果作。
- 芸北神楽の演目、「桜井の駅」(2003年に原田神楽団が復刻)、「大楠公」(明治末期頃に加計町の栗栖節吾が創作)

## 交通
- JR京都線（東海道本線）島本駅 すぐ[6]（徒歩約1分）[3]
- 阪急京都本線 水無瀬駅 約500m[8]（徒歩約10分）[4]

## 周辺
大阪府三島郡島本町
- 水無瀬神宮
- 関大明神社
- サントリー山崎蒸溜所

京都府乙訓郡大山崎町
- 離宮八幡宮
- 妙喜庵 - 待庵
- 大山崎山荘美術館
- 大山崎町歴史資料館
- 大念寺
- 宝積寺
- 山崎聖天
- 酒解神社
- 大山崎瓦窯跡 （国の史跡）